# Acmonital
L'acmonital (abbreviazione di acciaio monetario italiano) è un tipo di acciaio inox austenitico composto essenzialmente da ferro, cromo e nichel, quest'ultimo presente in proporzioni variabili. Contiene inoltre piccole percentuali di molibdeno e vanadio.

## Storia
Negli anni 1930, a causa delle sanzioni economiche imposte all'Italia per la guerra d'Etiopia, i materiali di importazione scarseggiavano, inclusi rame e nichel. Il governo italiano diede allora incarico ad una industria valdostana, la Società Nazionale di Cogne, di approntare una lega "autarchica", possibilmente composta di acciaio e altri elementi minori: nacque così il tondello acmonital.
È stata una delle leghe usate in Italia per la coniazione delle monete a partire dal 1939, in particolare per quelle del valore di 20 centesimi, 50 centesimi, 1 e 2 lire. Anche le monete dell'Albania italiana da 0,2, 0,5, 1 e 2 lek erano realizzate in questa lega. 
La Repubblica Italiana ha utilizzato l'acmonital per le monete da 50 e 100 lire e per la parte esterna delle monete da 500 lire bimetalliche, per poi abbandonarne l'uso in seguito all'introduzione dell'euro. 
Del materiale esistono due diversi tipi:
- l'"acmonital ferromagnetico" di composizione ferro 82% e cromo 18%, corrisponde all'acciaio AISI 430;
- l'"acmonital amagnetico" di composizione ferro 72%, cromo 18% e nichel 10%, corrisponde all'AISI 304.

Le monete in acmonital del 1939 furono inizialmente coniate in AISI 304 amagnetico per poi essere fabbricate con AISI 430 ferromagnetico a partire dal 1940, nonostante fosse più duro e quindi difficile da lavorare, a causa del costo elevato del nichel, proveniente dall'estero.
L'acmonital è appunto un metallo durissimo, il doppio del nichel, ed è impossibile stampare monete con rilievi alti. All'incisore Pietro Giampaoli venne affidato l'incarico da parte della Zecca "di eseguire le prove di conio sia per raggiungere lo spessore idoneo dei rilievi, senza modificarne il disegno, sia per impedire che i coni si spacchino troppo presto e non permettano, quindi una produzione soddisfacente", incarico che Giampaoli portò a termine nel maggio del 1938, evidenziando le proprie capacità tecniche come ideatore ed incisore di monete, in aggiunta a quelle di medaglista.